# Filamento CLG J2143-4423 A
Il Filamento ClG J2143-4423 A è un filamento di galassie situato prospetticamente nella costellazione della Gru che si sviluppa intorno al protoammasso di galassie ClG J2143-4423 da cui prende la denominazione.
Rappresenta una delle strutture più grandi dell'Universo osservabile con dimensioni di circa 300 milioni di anni luce di lunghezza e 50 milioni di anni luce di larghezza. Situato ad una distanza (light travel time) di circa 11 miliardi di anni luce (che equivale ad una distanza comovente di circa 18,9 miliardi anni luce) (redshift z = 2.38). La distanza alla quale è posto equivale al fatto che una struttura così grande si era già sviluppata solo dopo 2,8 miliardi di anni dopo il Big Bang. Pertanto l'esistenza di una tale struttura in un'epoca relativamente precoce della storia dell'Universo sfida gli attuali modelli di come l'Universo stesso si è evoluto.